# (34833) 2001 SF239
2001 SF239 (asteroide 34833) é um asteroide da cintura principal. Possui uma excentricidade de 0.21710250 e uma inclinação de 3.83224º.
Este asteroide foi descoberto no dia 19 de setembro de 2001 por LINEAR em Socorro.